# アンドレア・ブリオスコ

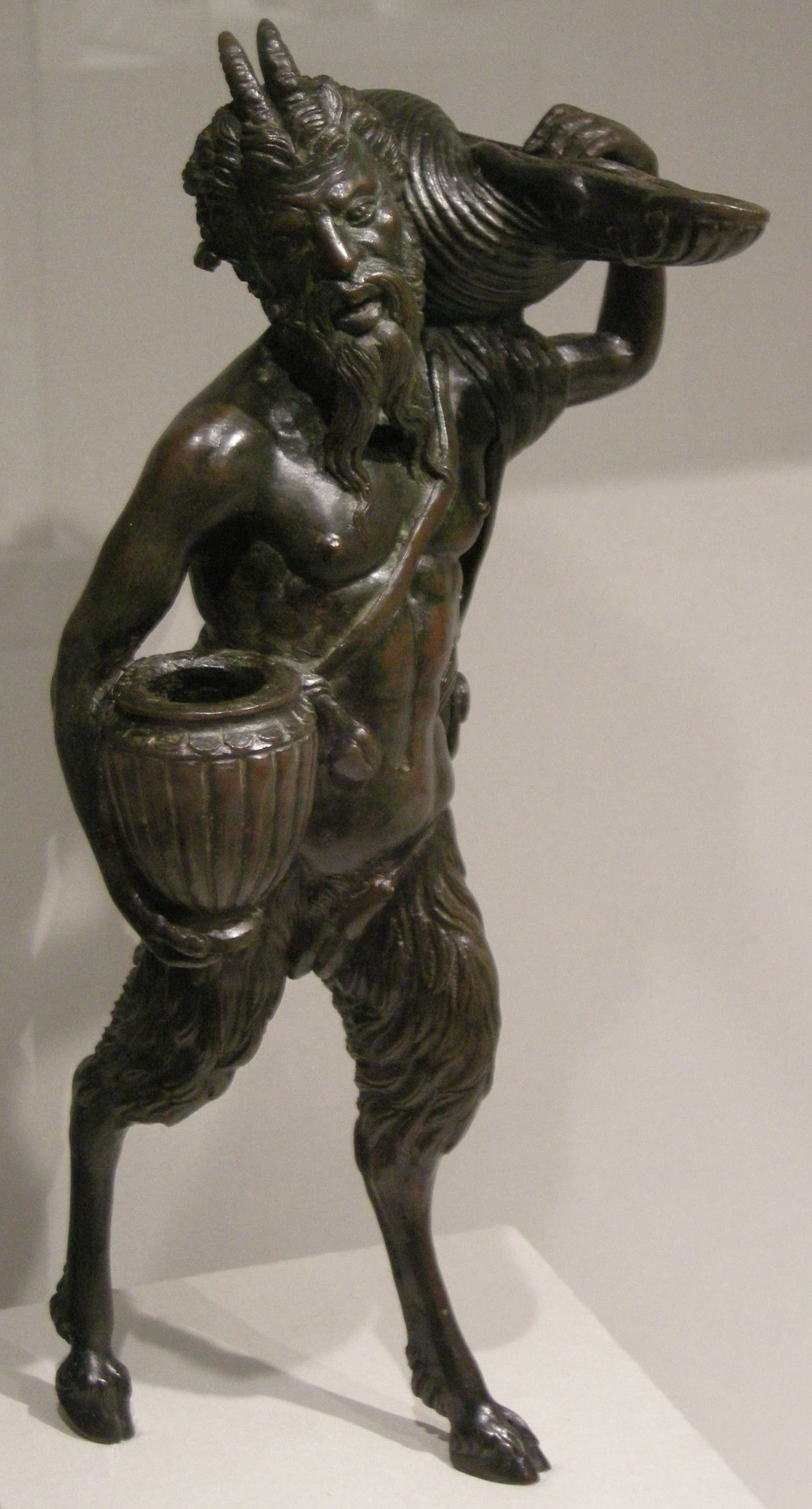
アンドレア・ブリオスコ作、インク壺を持つサテュロス (c.1507)

アンドレア・ブリオスコ（Andrea Briosco, 1470年頃 - 1532年）は、イタリアの彫刻家、建築家。ブリオスコは本名で、イル・リッチオ（Il Riccio）、アンドレア・リッチオ（Andrea Riccio）という名前でも知られている。また「巻き毛」が愛称でそれをラテン語読みしたアンドレア・クリスプス（Andrea Crispus）という名前もある。作品の中では、小さなブロンズ像が有名である。時にはインク壺、ドアのノッカー、薪載せ台のような実用品も製作したが、それらには古典様式を模したルネサンス様式の美しい彫刻や装飾が施されていた。

## 生涯
ブリオスコはパドヴァで生まれた。最初は父親のアンブロージョ・ディ・クリストフォロ・ブリオスコの下で金細工人として修行を積み、その後はドナテッロの弟子だったバルトロメーオ・ベッラーノの元でブロンズ鋳造を学んだ。建築家としては、生まれ故郷のサンタ・ジュスティーナ教会が有名である。ブリオスコの傑作は、パドヴァのサンタントニオ聖堂聖歌隊席にあるブロンズの復活祭用燭台（1515年）、『箱船の前で踊るダビデ』ならびに『ユディトとホロフェルネス』の2つのブロンズのレリーフ（1507年）であろう。また、ヴェローナのサン・フェルモ教会にある、ブロンズと大理石で作った医師ジローラモ・デッラ・トーレの墓は美しいレリーフで飾られている。その墓はフランスにより運び出され、現在はルーヴル美術館にある。もっと小さい（簡単に移動できる）作品群はコレクターによってヨーロッパ中に持ち出されている。